# Les Pitous
Pour les articles homonymes, voir Pitou.

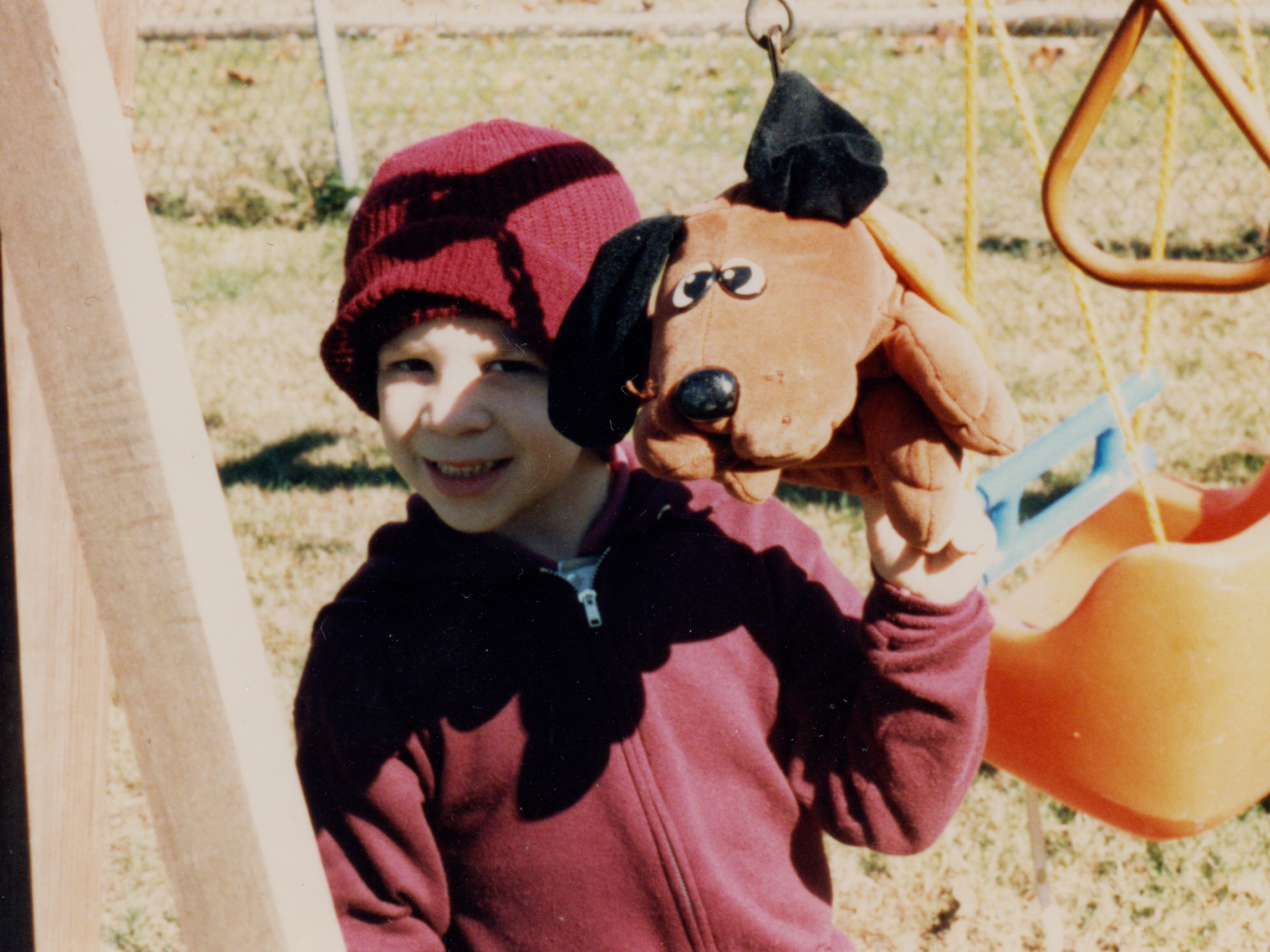
Un enfant avec un Pitou vers 1986.

Les Pitous (anglais : Pound Puppies) sont des jouets fabriqués par Tonka dans les années 1980 et par Mattel dans les années 2000. 
Il y avait également une série télévisée de Hanna-Barbera, diffusée de 1986 à 1988, et un film (La Merveilleuse Aventure des Puppies), fondé sur les jouets.